# Chrysina lecontei
Chrysina lecontei (лат.) — вид жуков из семейства пластинчатоусых. Известны из Северной Америки. Встречается на юге США (Аризона и Нью-Мексико) и на севере Мексики (Чиуауа, Дуранго, Синалоа, Сонора и Сакатекас).